# Kialy Abdoul Koné
Kialy Abdoul Koné (n. Abiyán, 8 de abril de 1997) es un futbolista costamarfileño que juega de delantero en las filas del Agrupación Deportiva Ceuta.

## Trayectoria
Koné es un jugador nacido en Abiyán, formado en las categorías inferiores de la RSD Alcalá y en la temporada 2016-17 firmaría por el CD Toledo B para competir en la Primera Autonómica Preferente de Castilla-La Mancha.
Tras dos temporadas en el filial toledano, en la temporada 2018-19 firma por el Club Deportivo Fútbol Tres Cantos de la Territorial Preferente de Madrid.
En la temporada 2019-20, firma por el Unión Deportivo Gijón Industrial de la tercera división de España, con el que marcó 9 goles.
El 2 de octubre de 2020, firmó por Real Sporting de Gijón "B" de la segunda división B de España, con el que anota 5 goles en 26 partidos.
El 3 de julio de 2021, firma por el Club Deportivo Castellón de la primera división RFEF.
El 9 de enero de 2025, pasa a formar parte de la plantilla de la Asociación Deportiva Ceuta.

## Clubes
| Club                             | País   | Año       |
| -------------------------------- | ------ | --------- |
| CD Toledo B                      | España | 2016-2018 |
| CDF Tres Cantos                  | España | 2018-2019 |
| Unión Deportivo Gijón Industrial | España | 2019-2020 |
| Real Sporting de Gijón "B"       | España | 2020-2021 |
| Club Deportivo Castellón         | España | 2021-2023 |
| Nea Salamis                      | Chipre | 2023-2025 |
| AD Ceuta                         | España | 2025-act  |